# Brigada Iracunda
La Brigada Iracunda (Angry Brigade en inglés) fue un grupo inglés de guerrilla urbana de tendencia anarcocomunista, responsable de una larga serie de atentados con bombas en el Reino Unido entre 1970 y 1972. Fuertemente influidos por las ideas anarquistas y situacionistas, sus objetivos incluyeron bancos, embajadas y las casas de varios diputados conservadores. En total, la policía le atribuye 25 atentados. Los daños causados por las bombas se limitaron mayormente a propiedades materiales, aunque una persona fue ligeramente herida en un ataque. 
El 20 de agosto de 1971, la policía realizó un allanamiento en el 395 de Amhurst Road, en el barrio londinense de Stoke Newington, arrestando a los cuatro ocupantes de la casa y secuestrando 60 balas, un revólver Browning y una pistola Beretta (supuestamente usada en un ataque a la embajada norteamericana en 1967), además de una bolsa de plástico con 33 barras de gelignita, detonadores, una duplicadora manual y una imprenta para niños que eran utilizados para producir los comunicados del grupo, por los cuales difundían sus acciones y motivos.

"Si no estás ocupado naciendo estás ocupado comprando

(...) En moda, así como en todo, el capitalismo solo puede ir hacia atrás -no tiene otro lugar adonde ir- está muerto.

El futuro es nuestro

La vida es tan aburrida que no hay nada que hacer más que gastar todo nuestro sueldo en la última falda o camisa

Hermanos y hermanas, ¿cuáles son sus verdaderos deseos?"
Comunicado No.8

Las acciones de la Brigada finalizaron con uno de los juicios políticos más largos de la historia inglesa, extendiéndose desde el 30 de mayo de 1972 al 6 de diciembre del mismo año. Como resultado del juicio John Barker, Jim Greenfield, Hilary Creek y Anna Mendleson fueron sentenciados a 10 años de prisión. Otros acusados fueron dejados en libertad tras ser encontrados inocentes, entre los que cabe mencionar al editor de "bandera negra" y antiguo preso político Stuart Christie y a la activista Angela Mason.